# Бубликов, Юрий Тихонович
Ю́рий Ти́хонович Бу́бликов (24 сентября 1912 года — 6 сентября 1969 года) — советский актёр, заслуженный артист РСФСР (1956).

## Биография
Юрий Тихонович Бубликов родился во Владикавазе 24 сентября 1912 года.
В 1930—1933 годах — рабочий Вагоноремонтного завода имени Г. К. Орджоникидзе.
В 1937 году окончил Ленинградское центральное театральное училище.
С 1937 года — артист Ленинградского Нового театра (с 1953 года — Театр имени Ленсовета).
Заслуженный артист РСФСР (1956).
Ушел из жизни в Ленинграде 6 сентября 1969 года. Похоронен в Санкт-Петербурге на Серафимовском кладбище.

## Фильмография
- 1952 — Римский-Корсаков — работник библиотеки
- 1953 — Алёша Птицын вырабатывает характер — папа Алёши
- 1953 — Весна в Москве — Яша
- 1953 — Тени — Павел Николаевич Набойкин
- 1955 — Дело — Тарелкин
- 1955 — Неоконченная повесть — главный инженер завода
- 1956 — Девочка и крокодил — Медведкин-старший
- 1958 — Шофёр поневоле — продавец сельмага
- 1960 — Осторожно, бабушка!—  бухгалтер
- 1965 — Залп «Авроры»
- 1967 — Суд